# Takelot II
Takelot II (... – 825 a.C.) è stato un faraone della XXII dinastia egizia.

## Biografia
La collocazione ed i rapporti di parentela di questo sovrano sono fonte di dibattito tra gli egittologi. La maggioranza degli studiosi, tra cui Kenneth Kitchen, pongono questo sovrano nella XXII dinastia e lo ritengono padre del Primo Profeta di Amon Osorkon B,  mentre David Aston lo colloca all'inizio della XXIII dinastia, prima di Petubastis I, e ritiene che sia il padre di Osorkon III che lo stesso autore identifica con Osorkon B.
Figlio minore di Osorkon II, Takelot II ebbe un regno di circa 25 anni di cui conosciamo poco a causa della scarsezza di documenti storici. È possibile che sia stato associato al trono, dal padre, per circa 6 anni.
Ciò che conosciamo meglio di questo periodo sono i rapporti tra il sovrano e la complessa situazione di Tebe. Alla morte del Primo Profeta di Amon Nimlot II i possibili candidati alla successione erano: Ptahudjankhef, principe di Heracleopolis e Takelot, entrambi figli di Nimlot II ed infine Horsaset (II), candidato del clero tebano. Nel tentativo di mantenere il controllo sulla regione tebana Takelot II nominò Primo Profeta il principe ereditario Osorkon (Osorkon B); questa scelta, che scontentò tutti, portò all'aperta rivolta di Horsaset che si impadronì di Tebe, per venire però sconfitto da Ptahudjankhef che, accettando la scelta del sovrano, rimise sul seggio pontificale Osorkon.
Nel 18º anno di regno di Takelot II, Horsaset, probabilmente alleatosi con il principe Petubastis che di lì a breve fonderà la XXIII dinastia, fomentò una nuova rivolta che dette luogo ad una guerra civile durata una decina di anni solo al termine dei quali Osorkon riuscì a rientrare a Tebe. La pace che ne seguì fu di breve durata e lo scontro per il controllo della capitale dell'Alto Egitto si protrasse con alterne vicende che videro persino un periodo di coreggenza tra i due contendenti.
Takelot II venne sepolto a Tanis.

## Titolatura
| G5 |

| G5 |

| E1 · D40 | N28 | G17 | R19 |

| E1 · D40 | N28 | G17 | R19 |

| E1 · D40 | N28 | G17 | R19 |

| E1 · D40 | N28 | G17 | R19 |

| E1 · D40 | N28 | G17 | R19 |

| E1 · D40 | N28 | G17 | R19 |

| E1 · D40 | N28 | G17 | R19 |

| E1 · D40 | N28 | G17 | R19 |

| G16 |

| G16 |

|  |

| G8 |

| G8 |

|  |

| M23 · X1 | L2 · X1 |

| M23 · X1 | L2 · X1 |

| N5 | S1 | L1 | N5 · U21 · n |

| N5 | S1 | L1 | N5 · U21 · n |

| N5 | S1 | L1 | N5 · U21 · n |

| N5 | S1 | L1 | N5 · U21 · n |

| N5 | S1 | L1 | N5 · U21 · n |

| N5 | S1 | L1 | N5 · U21 · n |

| N5 | S1 | L1 | N5 · U21 · n |

| N5 | S1 | L1 | N5 · U21 · n |

| G39 | N5 |

| G39 | N5 |

| i | mn · n · N36 | U33 | V31 · r | N36 · V13 |

| i | mn · n · N36 | U33 | V31 · r | N36 · V13 |

| i | mn · n · N36 | U33 | V31 · r | N36 · V13 |

| i | mn · n · N36 | U33 | V31 · r | N36 · V13 |

| i | mn · n · N36 | U33 | V31 · r | N36 · V13 |

| i | mn · n · N36 | U33 | V31 · r | N36 · V13 |

| i | mn · n · N36 | U33 | V31 · r | N36 · V13 |

| i | mn · n · N36 | U33 | V31 · r | N36 · V13 |